# Torrefarrera
Torrefarrera è un comune spagnolo di 1.992 abitanti situato nella comunità autonoma della Catalogna.
| 1900 | 1930  | 1950  | 1970  | 1981  | 1986  |
| ---- | ----- | ----- | ----- | ----- | ----- |
| 795  | 1.141 | 1.257 | 1.485 | 1.499 | 1.481 |